# Эскадренные миноносцы типа «Фаррагут»
Эскадренные миноносцы типа «Фаррагут» — тип эскадренных миноносцев военно-морских сил США. Первые американские эсминцы разработанные после Первой мировой войны. Ограничение стандартного водоизмещения
в 1500 дл. тонн было соблюдено в соответствии с положениями Лондонского договора 1930 года.
Корабли были заложены в начале 1932 года, а строительство завершено к 1935 году, через 12 лет с момента ввода в строй последнего эсминца предыдущего типа.
Эти корабли были больше, чем их предшественники, быстрее, и они имели только два ТА, вместо четырёх у предыдущих типов. Тип был первым из шести типов так называемых «1500-тонных эсминцев», построенных в 1930-е годы. Все восемь Farraguts принимали активное участие в боевых действиях во время Второй мировой войны. После многочисленных дополнительных улучшений, 1500- тонные были сменены «1620-тонным типом», во время строительства которых не действовали договорные ограничения.

## История проектирования и строительства
В конце Первой мировой войны и вскоре после её окончания с постройкой большого числа эсминцев линия развития кораблей этого класса в американском флоте прервалась на двенадцать лет. Все деньги, выделяемые флоту, шли на постройку авианосцев, тяжёлых крейсеров и модернизацию линкоров. Нежелание Американского конгресса тратить деньги на «непредставительные» корабли привела к тому, что к началу 1930-х годов составляющие основу лёгких сил флота «гладкопалубники» не отвечали современным требованиям.
В первой половине 1928 года Генеральным советом были определены основные характеристики эсминца нового поколения: четыре 127-мм/51 орудия главного калибра, зенитная 76-мм пушка, 12 торпедных аппаратов, увеличенные размерения (для улучшения мореходности и дальности плавания). Рассматривалась возможность применения энергетической установки с повышенными параметрами пара. Сторонники установки на эсминцы универсальной артиллерии, настояли на замене неуниверсальных 127-мм/51 орудий 127-мм/25 зенитками с соответствующей им системой управления огнём. Обосновывалась подобная замена тем фактом, что стрельба эсминцев на большие дистанции вряд ли будет эффективна из-за его неустойчивости как орудийной платформы, а на малых дистанциях короткоствольные зенитные 127-мм/25 орудия не уступают длинноствольным 127-мм/51.
К работе над проектом будущего «Фаррагута» вернулись в начале 1930 года. К концу года были готовы несколько проектов со стандартным водоизмещением от 1350 до 1850 т. В качестве артиллерии ГК планировались зенитные 127-мм/25 орудия, однако вскоре от них отказались — к этому времени подоспело новое универсальное 127-мм/38 орудие, значительно превосходившее короткоствольную 127-мм/25 пушку, последовало логичное решение перевооружить им корабли. Одновременно вместо трёх строенных ТА установили два счетверённых.

## Конструкция

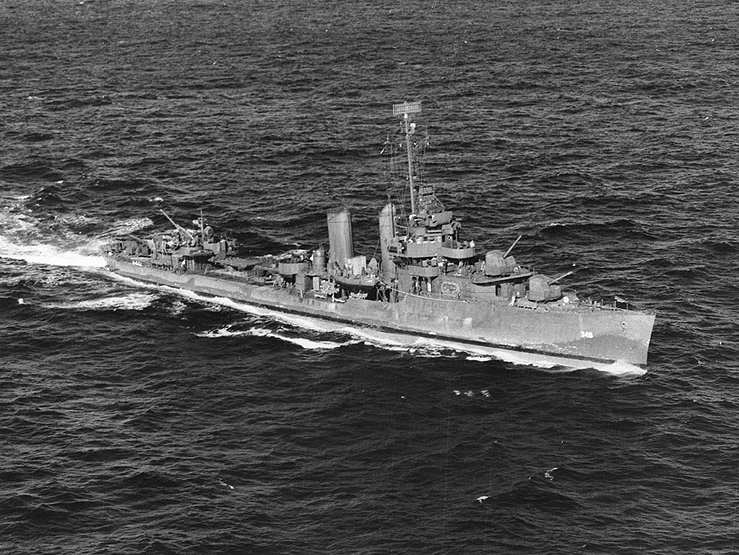
DD-348 в море декабрь 1943

Окончательный вариант проекта нового эсминца был готов в марте 1931 года. В нём произошел полный отход от идей, заложенных в «гладкопалубниках»: всё вооружение располагалось в диаметральной плоскости, корпус стал более традиционным полубачным. Применялся продольный набор корпуса и широкое использование сварки вместо клёпки. В целях экономии веса только у двух носовых орудий были щиты, остальные пушки стояли открыто. Лёгкое зенитное вооружение состояло из четырёх 12,7-мм пулемётов, а противолодочное — установкой ГАС и двух бомбосбрасывателей (в военное время планировалась установка дополнительных БМБ, для чего палуба была усилена).

### Вооружение
Они были первыми американскими эсминцами с универсальным главным калибром. Они получили пять 127 мм/38, орудий Марк 12, в палубных установках на центральном штыре Марк 21 с ручным заряжением (заявленный боекомплект составлял 500 выстрелов или 100 снарядов на ствол) и с ручным горизонтальным и вертикальным приводом, что обуславливало низкую скорость горизонтной и вертикальной наводки всего 10 °/с и 5 °/с соответственно и низкую практическую скорострельность — 6-12 выстрелов в минуту. Стандартное водоизмещение искусственно занизили, номинально сократив боезапас. Так например в 1944 году, будучи четырёхорудийным, USS Aylwin (DD-355) нёс 1000 снарядов в погребах и 50 снарядов на орудие в кранцах первых выстрелов. USS Farragut (DD-348) был первым кораблём получившим эти орудия. Две носовые установки были защищены коробчатыми щитами. Средняя установка и две кормовые (номера 54 и 55) были открыты. Важной особенностью был система управления огнём Mark 33, которая координировала стрельбу из 5-дюймовых орудий. Номинально будучи универсальными, они не очень подходили для зенитного огня из-за малой скорострельности и скорости наводки. К концу 1942 радио-взрыватели снарядов и электропривод сделали орудия намного более эффективными против самолётов. За третьей установкой были два четырёхтрубных 533-миллиметровых торпедных аппарата, один позади другого. Дополняли зенитное вооружение четыре одноствольных крупнокалиберных 12,7 мм пулемёта M2 Browning.
Эсминцы были первоначально оснащены торпедами Марк 12 которые, начиная с 1938 года, были заменены на Марка 15. Бомбосбрасыватели находились на корме.
Торпеды Mk 12 состояли на вооружении с 1928 года и имели дальность 7000 ярдов (6400 м) ходом 44 узлов и 15 000 ярдов (13 711 м) ходом 27 узлов. Боеголовка содержала 500 фунтов (227 кг) тринитротолуола.
Торпеды Mk 15 Mod 0 состояли на вооружении с 1936 года и имели дальность 6000 ярдов (5500 м) ходом 45 узлов, 10 000 ярдов (9150 м) ходом 33,5 узлов и 15 000 ярдов (13 711 м) ходом 26,5 узлов. Боеголовка содержала 494 фунтов (224 кг) тринитротолуола.

### Энергетическая установка

#### Главная энергетическая установка
Главная энергетическая установка не представляла собой ничего революционного и включала в себя четыре котла Ярроу с пароперегревателями, четыре паровых турбины Парсонса и два одноступенчатых редуктора. Дымоходы котлов попарно выходили в две дымовых трубы. Турбозубчатые агрегаты (ТЗА), состояли из турбин низкого (ТНД) и высокого давления (ТВД) и имели обороты (при номинальной мощности): 3460 об/мин на валу турбины высокого давления, 2320 об/мин на валу турбины низкого давления, при этом винты вращались с частотой 392 оборотов в минуту. Размещение ГЭУ — линейное. Котлы размещались в изолированных отсеках, турбины — в общем машинном отделении, при этом были отделены от котлов водонепроницаемой переборкой.
Рабочее давление пара — 400 psi (27,2 атм.), температура — 342 °C (648 °F).

#### Дальность плавания и скорость хода
Проектная мощность составляла 42 800 л. с., проектная дальность хода 6000 на 12 узлах при запасе топлива 600 дл. тонн (силовая установка отличалась низкой экономичностью, так британский тип D имел дальность 6350 миль на ходу 12 узлов при запасе топлива 470—480 дл. тонн).

## Модернизации
Все установки Mark 21 изначально имели ручной вертикальный и горизонтальный привод, но во время войны электропривод был установлен на большинство кораблей с подъемными двигателями мощностью 1,5 л. с. и поворотными двигателями мощностью 2 л. с.

## Служба
| Имя и бортовой номер    | строитель               | заложен          | спущен на воду  | введён в сторой | судьба                                                 |
| ----------------------- | ----------------------- | ---------------- | --------------- | --------------- | ------------------------------------------------------ |
| USS Farragut (DD-348)   | Fore River Shipbuilding | 20 сентября 1932 | 15 марта 1934   | 18 июня 1934    | разобран в 1947                                        |
| USS Dewey (DD-349)      | Bath Iron Works         | 16 декабря 1932  | 28 июля 1934    | 4 октября 1934  | разобран в 1946                                        |
| USS Hull (DD-350)       | Brooklyn Navy Yard      | 7 марта 1933     | 21 января 1934  | 11 января 1935  | затонул во время тайфуна Кобра 17 декабря 1944 года    |
| USS Macdonough (DD-351) | Boston Navy Yard        | 15 мая 1933      | 22 августа 1934 | 15 марта 1935   | разобран в 1946                                        |
| USS Worden (DD-352)     | Puget Sound Navy Yard   | 29 декабря 1932  | 27 октября 1934 | 15 января 1935  | разбился на камнях у о. Амчитка, 12 января 1943 года   |
| USS Dale (DD-353)       | Brooklyn Navy Yard      | 10 февраля 1934  | 23 января 1935  | 17 июня 1935    | разобран в 1946                                        |
| USS Monaghan (DD-354)   | Boston Navy Yard        | 21 ноября 1933   | 9 января 1935   | 19 апреля 1935  | погиб во время тайфуна у о. Лусон 17 декабря 1944 года |
| USS Aylwin (DD-355)     | Philadelphia Navy Yard  | 23 сентября 1933 | 10 июля 1934    | 1 марта 1935    | разобран в 1946                                        |

## Оценка
Довольно средние эсминцы, но учитывая двенадцатилетний перерыв, следует признать, что первый блин не вышел комом. Первые универсальные установки не отличались по скорости наведения от аналогичных японских, скорострельность была ниже уровня британских и германских неуниверсальных орудий, но это был шаг в правильном направлении. Торпедное вооружение на момент ввода в строй было архаичным, значительно уступая фиумовским торпедам: широко распространённым в мире. Параметры силовой установки соответствовали принятым во французском и итальянском флотах. Серия вышла настолько дорогой, что была прозвана на флоте «золотой». Кроме того, решив проблему универсального главного калибра, американские конструкторы не смогли обеспечить эскадренным миноносцам эффективную ближнюю ПВО. Недостатки проекта были учтены при проектировании новых эсминцев.
По массе бортового залпа «Фаррагут» превосходил «Хацухару» (125 кг против 115 кг) и британский тип D (125 против 92), но уступал типу «Фубуки» (138 кг). Из-за ручного заряжания и примитивного досылателя, по массе выпускаемых в минуту снарядов главного калибра (750 кг) «Фаррагут» соответствовал англичанам (736 кг), превосходил японский эсминец «Хацухару» (690 кг) и уступал «Фубуки» (831 кг). Поскольку орудия японских эсминцев так же могли вести зенитный огонь, преимущество было за типом «Фубуки». Так же американцы отличались плохими торпедами. Ещё одним недостатком американских эсминцев было малое количество глубинных бомб, принимаемых к тому же в перегруз.
| Сравнительные ТТХ эсминцев начала 30-х                                         |                                                    |                   |                               |                     |                                         |                          |
| Тип                                                                            | тип D                                              | тип «Фаррагут»    | тип «Маэстрале»               | тип «Хацухару»      | проект 1                                | «тип 1934»               |
| Построено единиц                                                               | 12                                                 | 8                 | 4                             | 6                   | 3                                       | 6                        |
| Год закладки                                                                   | 1931                                               | 1932              | 1931                          | 1931                | 1932                                    | 1934                     |
| Размерения Д×Ш×О, м                                                            | 100,28×10,0×3,78                                   | 104,0×10,44×5,18  | 106,7×10,2×3,58               | 107,2×10,0×3,43     | 127,5 ×11,7×4,13                        | 123×11,8×4,3             |
| Водоизмещение, тонн                                                            | 1375/1920                                          | 1411/2095         | 1615/2207                     | 1530/1981           | 2150/3080                               | 2411/3415                |
| Артиллерия ГК                                                                  | 120-мм/45 — 4×1                                    | 127-мм/38 — 5×1   | 120-мм/50 — 2×2               | 127-мм/50 — 2×2,1×1 | 130-мм/50 — 5×1                         | 127-мм/45 — 5×1          |
| Зенитная артиллерия                                                            | 76-мм — 1×1 40-мм/40 — 2×1                         | 12,7-мм — 4×1     | 40-мм/40 — 2×1, 13,2-мм — 2×2 | 40-мм/40 — 2×1      | 76-мм — 2×1, 45-мм — 2×1, 12,7-мм — 4×1 | 37-мм — 2×2, 20-мм — 6×1 |
| Торпедное вооружение                                                           | 2 × 4 — 533-мм                                     | 2 × 4 — 533-мм    | 2 × 3 — 533-мм                | 3 × 3 — 610-мм      | 2 × 4 — 533-мм                          | 2 × 4 — 533-мм           |
| Противолодочное вооружение                                                     | ГЛ «Асдик», 20 ГБ                                  | 2 БС, 14 ГБ       | 2 БМБ, 10 ГБ                  | 18 ГБ               | 30 ГБ                                   | 18 ГБ                    |
| Энергетическая установка мощность л. с. давление, температура пара кгс/см², °C | 36 000, 21, 327                                    | 42 800, 27,6, 342 | 44 000, 27, 350               | 42 000, 20,4, 300   | 66 000, 22,6, 335                       | 70 000, 70, 460          |
| Максимальная скорость, узлов                                                   | 36                                                 | 36,5              | 38                            | 36                  | 40                                      | 38                       |
| Дальность плавания, морские мили                                               | 4000 на 20 узлах 5870 на 15 узлах 6350 на 12 узлах | 5980 на 12 узлах  | 4000 на 12 узлах              | 4000 на 18 узлах    | 2100 на 20 узлах                        | 1900 на 19 узлах         |